# Terry Weeks
Terry Wayne Weeks (n. 23 decembrie 1963) este un cântăreț american de muzică R&B și soul care, în prezent, este unul dintre soliștii vocali ai legendarului cvintet The Temptations. 